# غونزالو فرنانديز (سياسي)
غونزالو فرنانديز (بالإسبانية: Gonzalo Fernández de la Mora )‏ (و. 1924 – 2002 م) هو سياسي إسباني، ولد في برشلونة، ترشح في الانتخابات العامة الإسبانية 1977 ‏، توفي في مدريد، عن عمر يناهز 78 عاماً.

## مناصب
تولى منصب عضو مجلس النواب الإسباني ‏ (2 يوليو 1977–2 يناير 1979)
.

## التعليم
تعلم في جامعة كمبلوتنسي بمدريد
.

## جوائز
حصل على جوائز منها:
- نيشان الفنون والآداب من رتبة قائد (17 يناير 2013)[6]
- جائزة المنافسة العامة  [لغات أخرى]‏ (1946)